# Salta La Banca
Salta La Banca (conocido también por su abreviatura, SLB) es una banda de rock argentino. De estilo usualmente denominado como "barrial", la misma fue conformada en el año 2007 en Villa Raffo (al noroeste de la ciudad de Buenos Aires) por Santiago Aysine (voz), Alberto Grammatico (guitarra), Marcelo Scola (saxo) y Santiago Maggi (tecladista).

## Historia

### Primeros años (2007-2009)
Salta La Banca empezó como un dúo: Santiago Aysine venía de la agrupación "Insoluble" y El Tano Grammatico tocaba en "Inmaduros del Carajo". Se unieron a la agrupación Marcelo Scola con su saxofón y Santiago "Pili" Maggi con los teclados, que sumaran sus instrumentos para hacer una fecha a fin de año, que iba a ser el puntapié inicial del grupo acústico que dos meses después se dio a conocer como Salta La Banca.

### Ya no somos dos ahora(2009-2011)
En el año 2009, la banda editó trece canciones que salieron en su primer disco oficial, lanzado bajo el nombre de Ya no somos dos ahora. El vocalista de la formación, Santiago Aysine, es un sobreviviente de la tragedia de Cromañón, ocurrida el 30 de diciembre de 2004, durante un concierto de la agrupación Callejeros, y debido a ésto compuso la canción «Que nunca se repita», la cual contiene un recitado del poeta alemán Bertolt Brecht, y que salió editada en el disco debut del grupo. Los discos salieron a la venta en julio y la presentación del mismo se realizó a fines de agosto, en San Telmo Buenos Ayres Club. En septiembre se realizó otro show, con entradas agotadas.
Su primera gira por la costa atlántica, contó con más de ocho presentaciones entre San Bernardo, Villa Gesell y Mar del Plata. Los dos primeros espectáculos tuvieron lugar en The Roxy Live! Bar.
Tiempo después, por cuestiones personales, Marcelo Scola y Mariano Anselmi dejaron de formar parte de la formación. La banda realizó giras por el conurbano bonaerense, Mar del Plata y otras ciudades, pero el cierre de año tuvo lugar en Niceto Club, ante casi 900 personas, que vieron a Cecilia despedirse y a su vez dieron la bienvenida a Julián Baranchuk para reemplazarla en batería.
Participaron en el festival "Zona Rock" en el año 2010 junto a bandas como Ciro y Los Persas, Las Pelotas, Cuarteto de Nos y El Bordo, y además realizaron nuevamente una gira por la costa atlántica regresando a San Bernardo, Villa Gesell y Mar del Plata.

### Seremos(2011-2012)
Para mediados de febrero de 2011, comenzó a gestarse Seremos, el segundo trabajo discográfico de la banda. Compuesto por trece canciones. Además, compartieron cartel con Divididos, Las Pelotas, La Vela Puerca y El Bordo nuevamente en el festival Zona Rock, y llenaron Groove para la presentación oficial de su segundo disco. También realizaron una serie de tres shows en La Trastienda Club y en el Teatro Colegiales. En diciembre de 2012, el grupo lanza un EP de seis canciones, «Yo», «Tú»,«Él» «Nosotros», «Vosotros» y «Ellos», titulado C.O.P.L.A. (Canto obligado por Luciano Arruga), dedicado al joven víctima de la desaparición forzada en plena democracia argentina.

### Visceraly presentaciones en vivo (2013 - 2014)
El 26 de septiembre de 2013, lanzan Visceral, un álbum de descarga desde la web oficial del grupo musical y producido por el músico Gaspar Benegas, (guitarrista del Indio Solari y de Las Manos de Filippi). Cuenta con doce canciones roqueras, de contenido social, cuyo primer corte se titula «Invierno tibio». La presentación oficial del disco tuvo lugar el 2 de noviembre en el Estadio Cubierto Malvinas Argentinas.
En febrero de 2014, la banda participa en el famoso festival argentino Cosquín Rock y ser una de las bandas que toco en el escenario principal en el día tres, junto a los reconocidos grupos Ciro y los Persas, Guasones, La Vela Puerca y Babasonicos, entre otras.... El 27 de septiembre de 2014, la banda toca por primera vez en Uruguay en la Trastienda de Montevideo.
El 24 de octubre de 2014, la agrupación toca por primera vez en el Estadio Luna Park, con entradas agotadas.

### ¡Eureka!y el DVDSomos(2015-2017)
El 16 de febrero de 2015, se presentan por segunda vez en el festival argentino Cosquín Rock en su 15.ª edición, tocando en el escenario principal. En abril de 2015, la banda lanzó su quinta producción discográfica, titulada ¡Eureka!, que cuenta con 12 temas. El nombre del CD es debido a que fue pensado muy rápido y "salió de repente" a la hora de grabar las canciones. El disco cuenta con tres cortes hasta la fecha, "Bautismo", "Unos Versos" y "Faquir". Fue presentado en vivo en el Estadio Cubierto Malvinas Argentinas, el 30 de mayo de 2015, esa noche también fue presentado Juanjo Gaspari, quien había trabajado con Ciro y los Persas y Jóvenes Pordioseros, como segunda guitarra. Luego de la gira por el país, la banda llenó nuevamente el Estadio Luna Park, el día 16 de octubre.
En el año 2015 el Turco Bignone anunció que la banda liderada por Santiago Aysine llegaría la pantalla chica interpretando el tema de inicio del programa Planeta Gol, conducido por Pablo González y Fernando Lavecchia. 
El 16 de junio de 2016 la banda tocó por primera vez en el teatro Gran Rex con entradas agotadas, en formato acústico ("Desenchufado"). La banda lanzó dos Video-Lyrics de esa fecha, "Ponele" y "Ellos". 
El domingo 11 de diciembre de 2016, la banda anunció vía Facebook Live que el sábado 18 de marzo de 2017 tendrían un show en el Estadio Abierto Malvinas Argentinas, donde grabaron su primer CD-DVD en vivo.

### Acusaciones de abuso sexual y fin de la banda
A fines de septiembre de 2017, Santiago Aysine, cantante de Salta La Banca, fue acusado en las redes sociales por un grupo de chicas a las que había presuntamente abusado cuando eran menores. En una entrevista radial para Rock & Pop Córdoba, Aysine hizo su descargo afirmando que la acusación era «claramente falsa» y declarando que las chicas denunciantes no estaban diciendo la verdad: «Habrá que escuchar a las víctimas y yo tendré que salir a desmentirlo porque nunca pasó, nunca en mi vida abusé de nadie». A través de su cuenta de Twitter, la banda publicó un comunicado en el que respaldaba a su vocalista y afirmaba «categóricamente la falsedad de las acusaciones de abuso». La banda tenía un espectáculo programado para el sábado 30 de septiembre en el Teatro Ópera de La Plata, pero debido a las denuncias contra el cantante, decidieron suspender la función. Asimismo, también se bajaron del festival B.A.Rock y suspendieron sus siguientes conciertos.
El lunes 30 de octubre regresaron al escenario dando un concierto en La Trastienda Club y al final Aysine leyó una carta referida a las acusaciones. En ella, el cantante afirmaba sentir que debía «pedir disculpas por muchas cosas», que no había «tomado las mejores decisiones para comunicarme a partir de lo ocurrido, desde el primer minuto» y que «era muy difícil ser lúcido, ser claro en ese escenario». Se volvió a defender de las acusaciones al sostener que había puesto «el foco en defenderme de acusaciones falsas en vez de comprender el asidero que ese levantamiento tenía» e hizo una autocrítica diciendo: «Sé que no soy violador, ni abusador, ni golpeador, ni acosador, pero eso no me exime de haber exhibido patologías machistas y me avergüenza tanto que necesito disculparme las veces que sea necesario». Finalmente, Aysine declaró que pensaba hacer «un viaje muy largo» para estar consigo mismo y que debido a su ausencia, Salta La Banca iba a estar parada por un tiempo también.

### Vuelta a los escenarios
En abril del 2023 Salta la Banca, con el nombre de "Santi y amigos", volvieron a tocar a sale llena en dos Teatro Vorterix que serian el inicio de su vuelta. Para abril y septiembre el 2024 llenaron el complejo ART media donde oficializaron su vuelta. En marzo del 2025 llenaron dos Makena para luego realizar una gira en junio por Santa Fe, Concordia y Corrientes.

## Discografía
- Increíble (demo) (2007)
- Ya no somos dos ahora (2008)
- Seremos (2011)
- Copla (2012)
- Visceral (2013)
- Eureka! (2015)
- Somos (DVD) (2017)

## Videos musicales
- Mercedes (2011)
- Seremos (2011)
- Yo (2012)
- Invierno tibio (2013)
- Bautismo (2015)
- Unos versos (2016)
- Ponele (En vivo - Gran Rex) Lyric (2016)
- Ellos (En vivo - Gran Rex) Lyric (2016)
- Faquir (2016)
- Solsticio (Vivo Gran Rex) (2017)
- Tu entrega (En vivo - DVD Somos) (2017)